# Salgueiro (Fundão)
Salgueiro is een plaats (freguesia) in de Portugese gemeente Fundão en telt 807 inwoners (2001).